# Tagma

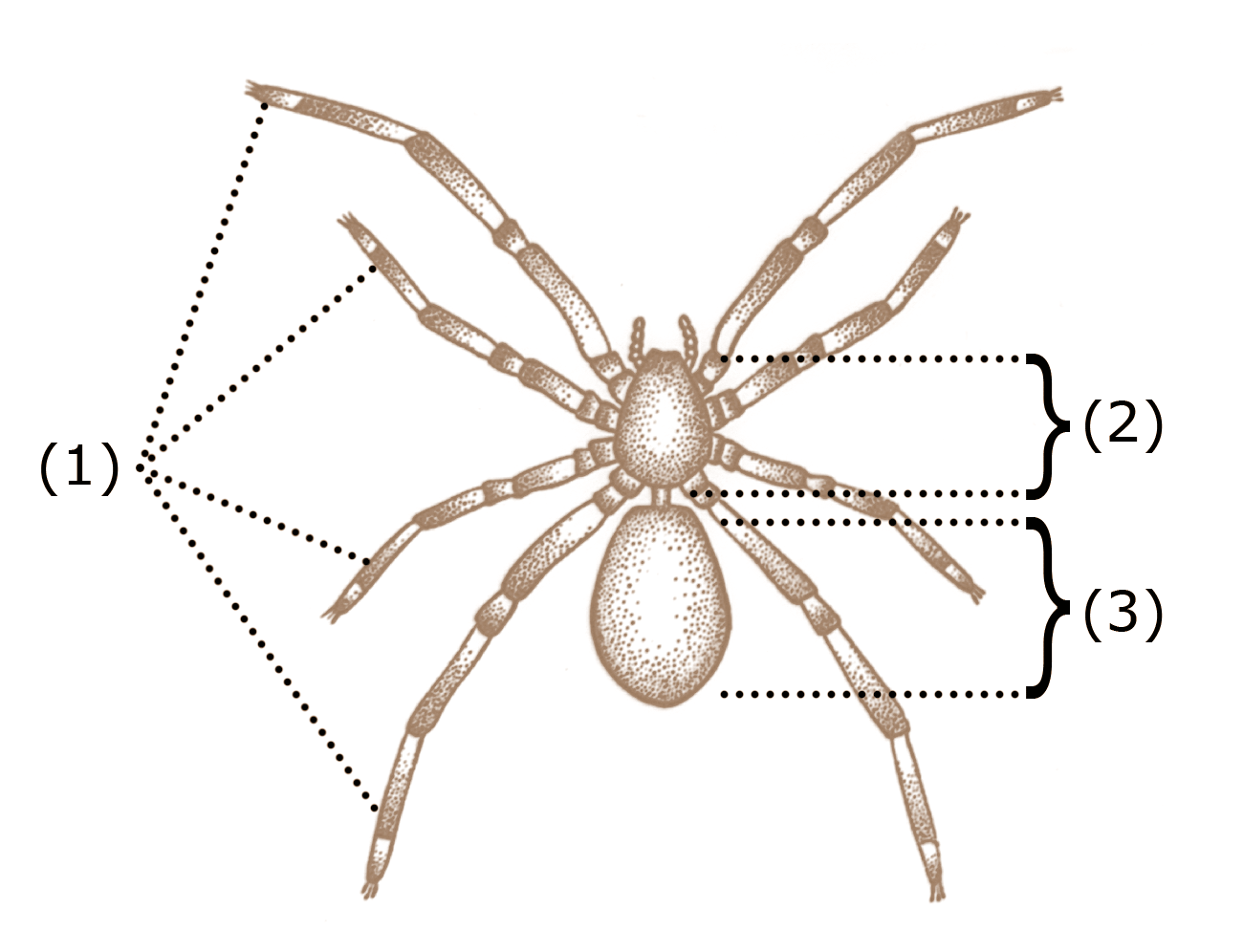
Anatomia de uma aranha:
(1) Quatro pares de pernas
(2) cefalotórax ou prossoma
(3) opistossoma ou abdómen

Na anatomia dos invertebrados, um tagma (plural tagmata) é um grupo de segmentos especializados de artrópodes como, por exemplo, a cabeça de um inseto.

Tagmose de um inseto:
A: Cabeça; B: Tórax; C: Abdômen

O corpo dos artrópodes é dividido em muitos segmentos, também conhecidos como somitos ou metâmeros que, primariamente, são similares. Esses segmentos se agrupam em divisões especializadas chamadas tagmas. Os segmentos de um tagma podem estar completamente fundidos ou não. 
As divisões dos tagmas variam de acordo com o grupo. Por exemplo, os Hexapoda são divididos em três tagmas: cabeça, tórax e abdômen. Já os Chelicerata são divididos em dois tagmas: prossoma e opistossoma.
O processo evolutivo de fusão dos segmentos que dá origem aos tagmas é chamado de tagmose.